# Monteleone d'Orvieto
Monteleone d'Orvieto é uma comuna italiana da região da Umbria, província de Terni, com cerca de 1.625 habitantes. Estende-se por uma área de 23 km², tendo uma densidade populacional de 71 hab/km². Faz fronteira com Città della Pieve (PG), Fabro, Montegabbione, Piegaro (PG).

## Demografia
| Variação demográfica do município entre 1861 e 2011                               |
|                                                                                   |
| Fonte: Istituto Nazionale di Statistica (ISTAT) - Elaboração gráfica da Wikipedia |